# Чепелин, Владимир Витальевич
Влади́мир Вита́льевич Чепе́лин (бел. Уладзі́мір Віта́левіч Чапе́лін; род. 15 июля 1988, Веремейки, Могилёвская область) — белорусский биатлонист. Занимается биатлоном с 1998 года. Член сборной команды Беларуси по биатлону с 2010 г. Живёт в Минске.
Завершил карьеру 9 июля 2019 года. Сейчас работает тренером ОФП в РЦОП по теннису.

## Достижения
- Бронзовый призёр чемпионата мира среди юниоров в эстафете Канмор 2009
- Бронзовый призёр чемпионата Европы среди юниоров в спринте Уфа 2009
- Бронзовый призёр чемпионата Европы среди юниоров в эстафете Уфа 2009
- Бронзовый призёр чемпионата Европы среди юниоров в эстафете Валь-Риданна 2011
- Бронзовый призёр Этапа кубка мира в индивидуальной гонке Эстерсунд 2016
- Победитель спринта на 10 км на Летнем чемпионате мира в Чайковском 2017

### Юниорские достижения
| Год  | Место проведения | Инд | Спр | Пр | Эст |
| 2007 | ЧМ Валь-Мартелло | -   | 65  | -  | -   |
| 2008 | ЧМ Рупольдинг    | 35  | 39  | 27 | 11  |
| 2009 | ЧМ Канмор        | 29  | 21  | 16 | 3   |
| 2009 | ЧЕ Уфа           | 9   | 3   | 7  | 3   |
| 2011 | ЧЕ Валь-Риданна  | -   | -   | -  | 3   |

### Участие в Олимпийских играх
| Год  | Место проведения | Инд | Спр | Пр | МС | Эст | СмЭ |
| 2014 | Сочи             | 49  | 29  | 41 | -  | 13  | 11  |
| 2018 | Пхёнчхан         | 30  | 34  | 36 |    | 8   | 5   |

### Участие в Чемпионатах мира
| Год  | Место проведения  | Инд | Спр | Пр | МС | Эст | См |
| 2011 | ЧМ Ханты-Мансийск | -   | 59  | 58 | -  | 13  | -  |
| 2013 | ЧМ Нове-Место     | 46  | 57  | 53 | -  | 15  | -  |
| 2015 | ЧМ Контиолахти    | 41  | 43  | 38 | -  | 10  | 4  |
| 2016 | ЧМ Хольменколлен  | 56  | 13  | 23 | 13 | 15  | 9  |
| 2017 | ЧМ Хохфильцен     | 31  | 65  | -  | -  | 19  | 22 |

### Карьера в Кубке Мира
- Дебют в кубке мира — 21 января 2010 года в индивидуальной гонке в Антхольце — 25 место
- Высшее место в общем зачёте — 42 место в сезоне 2014/2015 (143 очка)
- Высшее место в личных гонках — 3 место в индивидуальной гонке в Эстерсунде в сезоне 2016/2017
- Высшее место в эстафетах — 4 место в смешанной эстафете на чемпионате мира в Контиолахти в сезоне 2014/2015

### Общий зачёт в Кубке мира
- 2018/2019 — 59-е место (56 очков)
- 2017-2018 — 68-е место (34 очка)
- 2016-2017 — 47-е место (125 очков)
- 2015-2016 — 47-е место (144 очка)
- 2014-2015 — 42-е место (143 очка)
- 2013-2014 — 64-е место (48 очков)
- 2010-2011 — 101-е место (5 очков)
- 2009-2010 — 96-е место (16 очков)